# Nakao Mana
Mana Nakao (sinh ngày 2 tháng 9 năm 1986) là một cầu thủ bóng đá người Nhật Bản.

## Sự nghiệp câu lạc bộ
Mana Nakao đã từng chơi cho Sanfrecce Hiroshima và Zweigen Kanazawa.